# Pietra Marazzi
Pietra Marazzi (italià) o la Prèja (piemontès) és un municipi al territori de la província d'Alessandria, a la regió del Piemont (Itàlia). Limita amb els municipis d'Alessandria, Montecastello i Pecetto di Valenza. Pertany al municipi la frazione de Pavone.